# Янош Іріньї
Янош Іріньї (угор. Irinyi János, іноді Irínyi János; 18 травня 1817, Албіш, Будуслеу, Габсбурзька монархія — 17 грудня 1895, Летавертес, Австро-Угорщина) — угорський хімік.
Іріньї Янош народився 18 травня 1817 року у селі Албіш, комуна Будуслеу, Габсбурзька монархія (тепер Румунія). Навчався у Дебрецені. Хімію вивчав у Віденському технічному університеті.
В 1833 році Іріньї Янош[а] винайшов безшумні й невибухові сірники, змішавши білий фосфор із оксидом свинцю(IV), замість хлорату калію, яким користувалися до того. 1836 року він запатентував свій винахід.
Іріньї Янош був учасником Революції в Угорщині (1848—1849). Він помер 17 грудня 1895 року.

## Виноски
1. 1 2  http://mek.oszk.hu/00300/00355/html/ABC06707/06807.htm
2. 1 2  «THE CONTRIBUTION OF HUNGARIANS TO UNIVERSAL CULTURE» (with inventors), Embassy of the Republic of Hungary in Damascus, Syria, 2006, webpage: HungEMB-Culture [Архівовано 2 травня 2007 у Archive.is]
3. ↑  Hungarian Patent Office [Архівовано 2 грудня 2010 у Wayback Machine.]; на сайті згадується хлорат кальцію, а не хлорат калію
4. ↑  JÁNOS IRINYI (англ.) . hipo.gov.hu. Архів оригіналу за 2 квітня 2016. Процитовано 26 березня 2016.
5. ↑  Андреев Борис Георгиевич (1934). Спичке сто лет (рос.) . Госхимтехздат. Архів оригіналу за 2 травня 2016. Процитовано 26 березня 2016.